# داريو موريلو
داريو موريلو (بالإيطالية: Dario Morello)‏ هو لاعب كرة قدم إيطالي في مركز الهجوم، ولد في 11 يناير 1968 في ليتشي في إيطاليا. لعب مع إنتر ميلان ودندي يونايتد ونادي بولونيا ونادي جنوى ونادي دندي ونادي ريجيانا 1919 ونادي ساسولو.